# 藤枝岡部インターチェンジ
藤枝岡部インターチェンジ（ふじえだおかべインターチェンジ）は、静岡県藤枝市岡部町入野にある新東名高速道路のインターチェンジ (IC) である。
ICの形状はY字型。2.1 kmのロングランプウェイで国道1号および藤枝市街方面に接続する。

## 歴史
- 2011年（平成23年）8月26日：当ICの名称が「藤枝岡部IC」で正式決定[2][3]。
- 2012年（平成24年）4月14日：御殿場JCT - 三ヶ日JCT間開通に伴い、供用開始[4]。

## 周辺
- 藤枝市立岡部中学校
- 静岡大学附属地域フィールド科学教育研究センター
- クロロフィル日興製薬 岡部工場

## 接続する道路
- 直接接続
  - 静岡県道209号静岡朝比奈藤枝線
  - 国道1号（藤枝バイパス・広幡IC）
  - 静岡県道81号焼津森線

## 料金所
- ブース数：7

### 入口
- ブース数：3
  - ETC専用：1
  - ETC/一般：1
  - 一般：1

### 出口
- ブース数：4
  - ETC専用：2
  - ETC/一般（精算機）：1
  - 一般（精算機）：1

## 隣
E1A 新東名高速道路
(10) 新静岡IC - (10-1) 静岡SA/SIC - (11) 藤枝岡部IC - 藤枝PA - (12) 島田金谷IC